# Журоменья (Носса-Сеньора-ду-Лорету)
Журоме́нья (порт. Juromenha) — фрегезия (район) в муниципалитете Аландроал округа Эвора в Португалии. Территория — 33,05 км². Население — 146 жителей. Плотность населения — 4,4 чел/км².

## Достопримечательности
Журоменья - древнее поселение, игравшее значительную роль в различных войнах. О его былом величии сейчас напоминает сохранившийся замок.